# Tropical Tribute to the Beatles
Tropical Tribute to the Beatles es un álbum tributo para la banda de rock británica The Beatles interpretado por grandes artistas del género tropical salsa como Celia Cruz, Oscar D'León, Domingo Quiñones, etc. hecho por la gráfica de RMM Records, producido entre los magnates de la salsa Ralph Mercado y Óscar Gómez y distribuido por Bellaphon y Uni Distribution. El álbum contiene canciones de varias épocas beatle, desde la "Beatlemanía" hasta su etapa psicodélica con temas de Sgt. Pepper's Lonely Hearts Club Band.
Los temas fueron adaptados al español por Salvatore Adamo y Jorge Córcega.
Se hizo una gira en el mes de julio en España (Valencia el 18, Las Palmas de Gran Canaria el 20, Madrid el 23, La Coruña el 24 y Barcelona el 25) y un concierto en el Radio City Music Hall, Nueva York (EUA).

## Lista de canciones
Todas las canciones escritas por Lennon—McCartney; adaptadas por Salvatore Adamo—Jorge Córcega.
| #  | Canción                                                       | Intérprete(s)                                                                                        | Duración |
| -- | ------------------------------------------------------------- | --- | -------- |
| 1  | "Hey Jude"                                                    | Tony Vega                                                                                            | 5:28     |
| 2  | "Let It Be"                                                   | Tito Nieves, Tito Puente                                                                             | 5:17     |
| 3  | "Can't Buy Me Love (No Puedes Comprarme)"                     | Guianko                                                                                              | 4:37     |
| 4  | "A Hard Day's Night"                                          | Johnny Rivera                                                                                        | 4:59     |
| 5  | "Obladi, Oblada"                                              | Celia Cruz                                                                                           | 4:42     |
| 6  | "The Fool on the Hill"                                        | Ray Sepúlveda                                                                                        | 4:28     |
| 7  | "I Want To Hold Your Hand (Tu Mano Cogeré)"                   | Manny Manuel                                                                                         | 4:25     |
| 8  | "Day Tripper"                                                 | Domingo Quiñones                                                                                     | 4:15     |
| 9  | "Lady Madonna"                                                | Oscar D'León                                                                                         | 4:46     |
| 10 | "With a Little Help from My Friends (La Ayuda de la Amistad)" | Jesús Enriquez, Miles Peña                                                                           | 5:05     |
| 11 | "Yesterday"                                                   | Cheo Feliciano                                                                                       | 4:51     |
| 12 | "And I Love Her (Mi Gran Amor Le Di)"                         | José Alberto "El Canario"                                                                            | 3:15     |
| 13 | "Come Together (Venir Juntos)"                                | Celia Cruz, Guianko, Johnny Rivera, Manny Manuel, Ray Sepúlveda, Tito Nieves, Tito Puente, Tony Vega | 5:55     |

## DVD
Grabado en el Radio City Music Hall.
1. "Eleanor Rigby" / "Magical Mystery Tour" — Isidro Infante & La Orquesta RMM
2. "With a Little Help from My Friends (La Ayuda De La Amistad)" — Miles Peña, Jorge Enriquez
3. "A Hard Day's Night" — Frankie Morales
4. "Day Tripper" — David Navedo
5. "Can't Buy Me Love (No Puedes Comprar Mi Amor)" — Guianko
6. "The Fool on the Hill" — Ray Sepúlveda
7. "Let It Be" — Tito Puente, Tito Nieves
8. "And I Love Her" — José Alberto "El Canario"
9. "I Want To Hold Your Hand (Tu Mano Cogeré)" — Ravel
10. "Lady Madonna" — Oscar D'León
11. "Hey Jude" — Tony Vega
12. "Yesterday" — Cheo Feliciano
13. "Ob-La-Di, Ob-La-Da" — Celia Cruz

## Posicionamiento

### Álbum
| Año  | Listas                     | Mejor posición |
| ---- | -------------------------- | -------------- |
| 1996 | Billboard Tropical/Salsa   | 3              |
| 1996 | Billboard Top Latin Albums | 25             |

### Sencillos
| Año  | Listas                      | Canción                        | Mejor posición |
| ---- | --------------------------- | ------------------------------ | -------------- |
| 1996 | Billboard Hot Latin Tracks  | "Come Together (Venir Juntos)" | 38             |
| 1996 | Billboard Hot Latin Tracks  | "I Want To Hold Your Hand"     | 13             |
| 1996 | Billboard Latin Pop Airplay | "I Want To Hold Your Hand"     | 8              |